# Rhynchomys soricoides
Rhynchomys soricoides  (Thomas, 1895) è un roditore della famiglia dei Muridi endemico dell'isola di Luzon, nelle Filippine.

## Descrizione

### Dimensioni
Roditore di medie dimensioni, con la lunghezza della testa e del corpo tra 178 e 196 mm, la lunghezza della coda tra 132 e 162 mm, la lunghezza del piede tra 39 e 42 mm, la lunghezza delle orecchie tra 23 e 25 mm e un peso fino a 225 g.

### Aspetto
La pelliccia è densa, compatta e vellutata. Le parti superiori sono grigio-olivastre scure, mentre le parti ventrali sono grigiastre. Una chiazza bianca è talvolta presente sulla gola o sul petto. I lati del muso sono biancastri, mentre il capo è nerastro. Gli occhi sono piccoli. Le orecchie alquanto grandi, finemente ricoperte di peli, e parzialmente nerastre. Le zampe sono marroni, mentre le dita sono bianche. La coda è più corta della testa e del corpo, nerastra sopra più chiara sotto, ricoperta finemente di piccoli peli e con l'estremità bianca.

## Biologia

### Comportamento
È una specie terricola, attiva sia di giorno che di notte. Costruisce sentieri sul terreno che percorre continuamente alla ricerca di cibo.

### Alimentazione
Si nutre principalmente di lombrichi ed altri invertebrati con il corpo morbido.

## Distribuzione e habitat
Questa specie è endemica della cordigliera settentrionale dell'isola di Luzon, nelle Filippine.
Vive nelle foreste muschiose e foreste montane tra 1.600 e 2.150 metri di altitudine.

## Conservazione
La IUCN Red List, considerato che la popolazione è diminuita di circa il 30% negli ultimi 10 anni a causa della perdita del proprio habitat, classifica R.soricoides come specie prossima alla minaccia (NT).